# Palacio de Anif

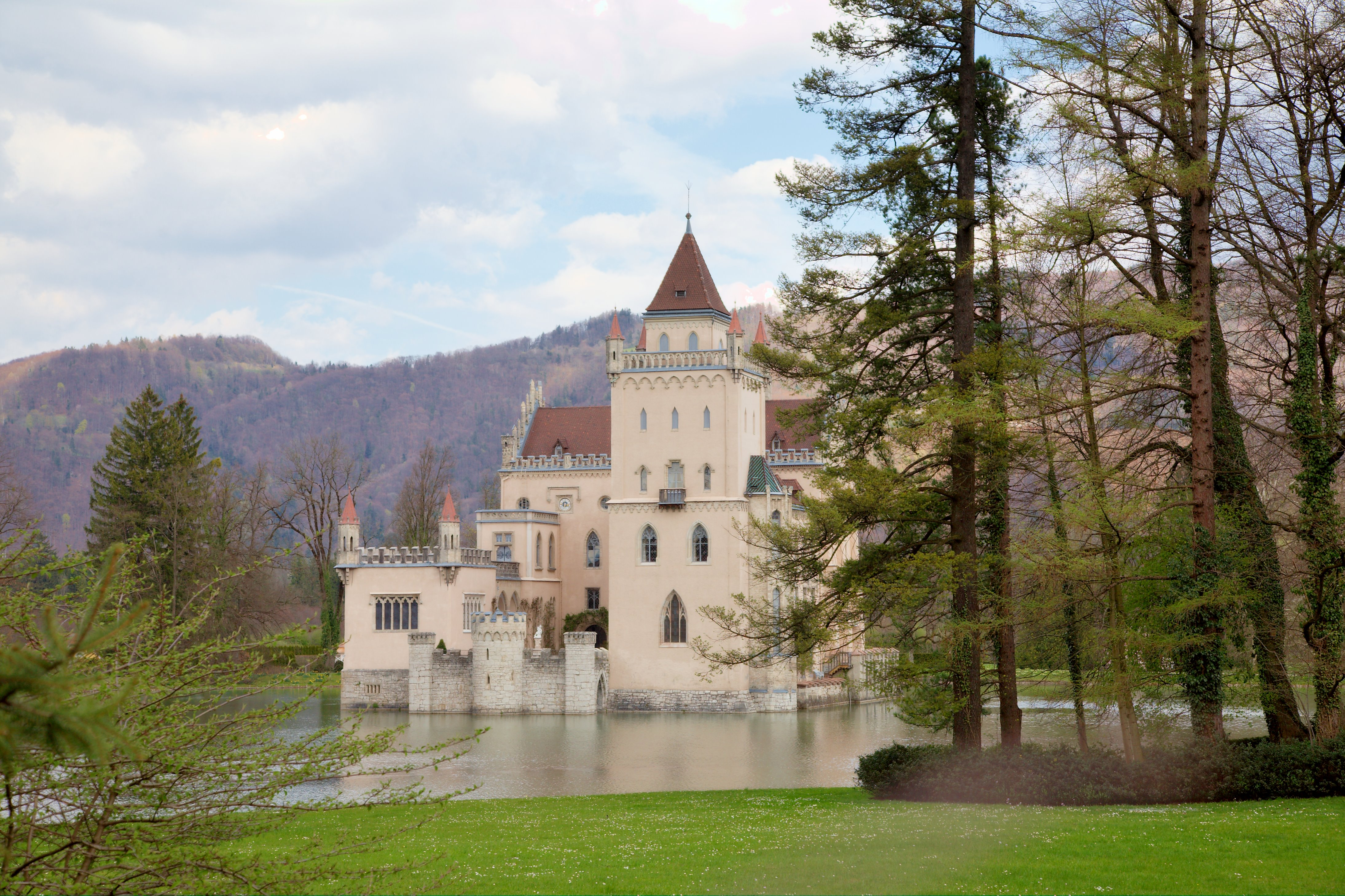
Otra vista del lugar.

El Palacio de Anif  (en alemán: Schloss Anif) también conocido como el Palacio de Agua Anif, está situado al lado de un estanque artificial en Anif en el límite meridional de Salzburgo, Austria. El palacio fue una vez la sede de los obispos de Chiemsee y luego fue utilizado como sede de un tribunal hasta el siglo XIX. Fue remodelado entre 1838 y 1848 en el estilo neogótico. Anif es más famoso por aparecer en varias películas, como «The Sound of Music» y «The Odessa File» de Frederick Forsyth.

## Historia
Sus orígenes no pueden ser exactamente fechados, pero hay un documento de alrededor de 1520 que muestra que un palacio llamado Oberweiher existía en este lugar. Su propietario era el directorio de dominio, el bailío Lienhart Praunecker.
A partir de 1530 el palacio del agua se menciona regularmente como un feudo dado al respectivo arzobispo de Salzburgo. De esta manera fue entregado a los obispos de Chiemsee después de la restauración por Johann Ernst von Thun en 1693; Desde entonces, los obispos lo usaron como residencia de verano.
Cuando Salzburgo cayó en manos de Austria en 1806, el palacio y el estanque pasaron a ser de propiedad pública. Aunque el palacio fue arrendado a partir de ese momento, los usuarios respectivos no tomaron ninguna medida de reconstrucción o restauración que valga la pena mencionar.
Esto cambió cuando la propiedad se vendió al Conde Alois de Arco-Stepperg en 1837, quien reconstruyó el Palacio de Anif entre 1838 y 1848 con un nuevo estilo gótico romantizador y le dio su aspecto actual. Hasta ese momento, el palacio consistía simplemente en una vivienda llana de cuatro pisos y un edificio de dos pisos que conectaba con una capilla.
Al morir el conde en 1891, la propiedad cayó en manos de su pariente más cercana, Sophie, que estaba casada con el Conde Ernst von Moy de Sons; el palacio, por lo tanto, terminó en manos de una antigua familia noble francesa.
En 1918, el palacio atrajo la atención pública cuando el rey Luis III de Baviera, su familia y su séquito huyeron a causa de la revolución de noviembre. Con la Declaración de Anif el 12/13 de noviembre de 1918, Luis III se negó a abdicar; sin embargo, liberó a todos los funcionarios del gobierno bávaro, soldados y oficiales de su juramento, porque no pudo continuar con el gobierno.
Durante la Segunda Guerra Mundial, las unidades alemanas de la Wehrmacht fueron acomodadas en el palacio, seguidas por las unidades estadounidenses en 1945.

## Presente
En octubre de 2001, el palacio y su propietario Johannes Conde de Moy de Sons aparecieron en los titulares cuando se reveló que parte de los muebles, que habían sido sometidos a un estado de conservación histórica como conjunto con el palacio, se habían puesto a la venta en Sotheby's en Ámsterdam. Algunas de las piezas fueron devueltas a Austria y ahora están expuestas en parte en el Museo Carolino-Augusteum de Salzburgo.
El palacio de Anif todavía es propiedad privada de la familia von Moy, quien lo restauró a fondo entre 1995 y 2000. No se ofrecen visitas públicas de este edificio histórico.
Este palacio se usó en las películas The Great Race como residencia del barón von Stuppe (Ross Martin) y The Odessa File como el palacio de Roschmann. El director Bryan Forbes reveló que también apareció en la película The Slipper and the Rose para escenas exteriores, como la casa de Cinderella.

## Galería

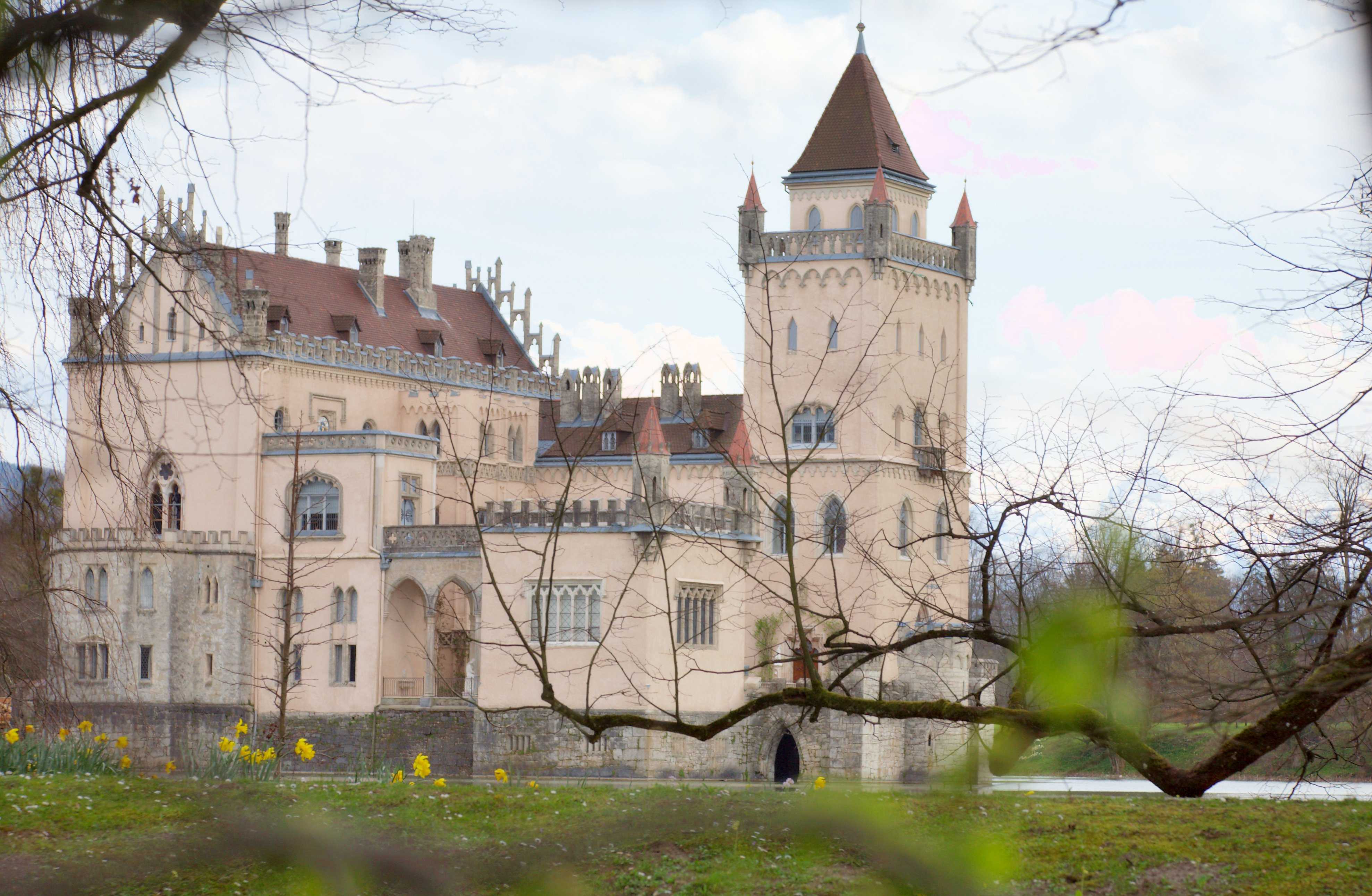
Palacio de Anif desde el noroeste.
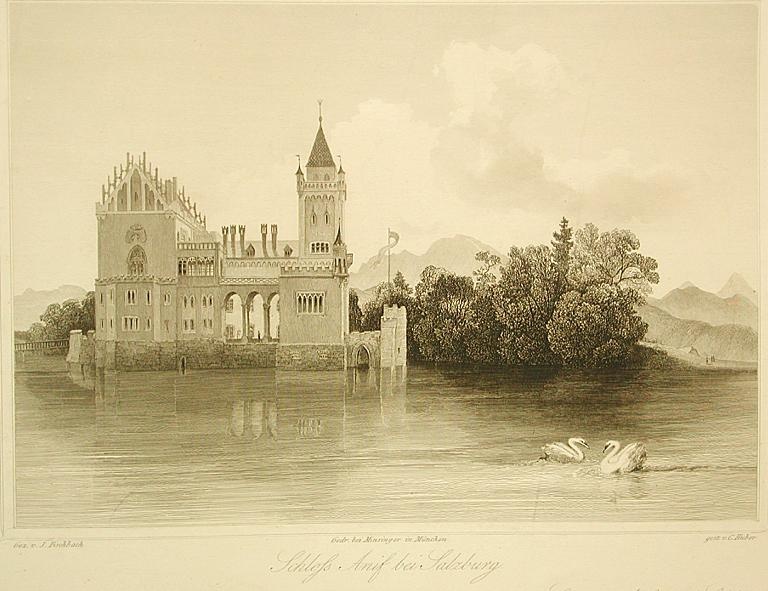
Grabado en acero, 1852.